# Puente romano de Calamocha
El puente de Calamocha parece ser un resto del itinerario de la vía romana que iba de Cástulo a César Augusta. El puente tiene una primera fase de época romana, sufriendo transformaciones en época medieval y en el siglo XVI. Está situado sobre el río Jiloca, a la altura del actual casco urbano de Calamocha, en el cual, Ceán Bermúdez, en 1832, afirmaba que todavía se conservaban  testimonios del poblamiento romano. No se puede atribuir una cronología segura a la obra, si bien se suele equiparar a la del Puente romano de Luco de Jiloca.
En 2001 fue declarado bien de interés cultural con categoría de monumento.

## Características

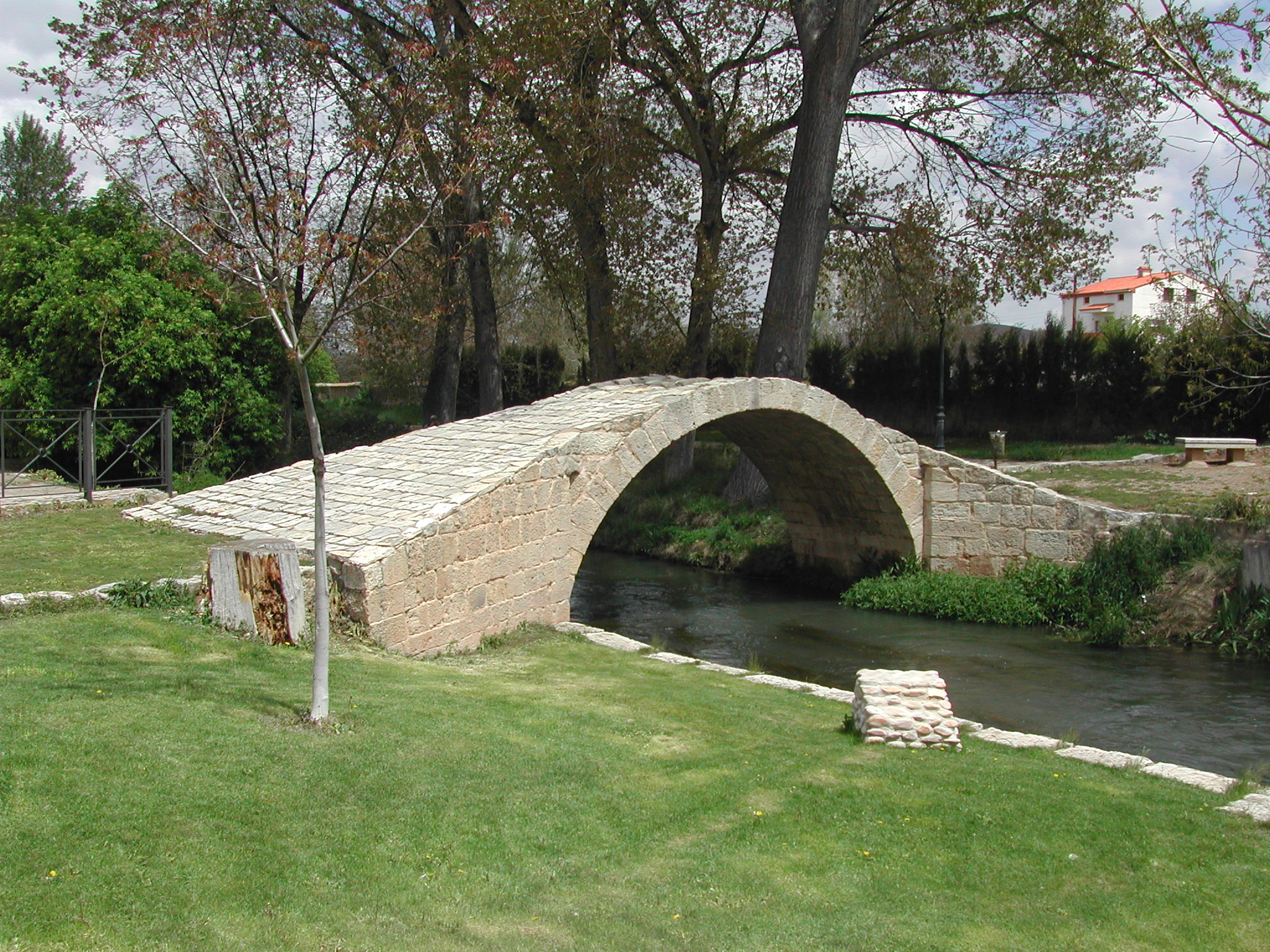
Puente romano.

Está formado por un solo arco rebajado que salva el Jiloca; todo él es de sillería, su tablero es apuntado y no conserva los pretiles. Su actual fisonomía es posiblemente medieval, dado a conocer por primera vez por Almagro en 1952.  
La construcción se ciñe al prototipo de puentes de perfil alomado de 7,7 m de longitud por 2,6 m de anchura.  Posee un único arco, de 6 m de luz, con dovelas de 0,6 m de longitud.  Está realizado en opus quadratum de piedra caliza, a junta seca, de buena factura, con arranque entre la muratura de los estribos y las dovelas del arco.  Esto permite retrasar en altura la utilización de la cimbra.  Aguas arriba unos muros encauzan el agua hacia el arco.
Fue restaurado hacia 1992.